# Edmonton Stingers
Gli Edmonton Stingers sono una società di pallacanestro canadese con sede a Edmonton, nell'Alberta.
Nacquero nel 2018 e dal 2019 disputano il campionato della CEBL, dove hanno vinto il titolo nel 2020 e nel 2021

## Stagioni
| Stagione | Lega | Denominazione     | V  | P | %    | Piazzamento | Play-off   |
| -------- | ---- | ----------------- | -- | - | ---- | ----------- | ---------- |
| 2019     | CEBL | Edmonton Stingers | 14 | 6 | 70,0 | 2º          | Semifinale |
| 2020     | CEBL | Edmonton Stingers | 5  | 1 | 83,3 | 1º          | Campioni   |
| 2021     | CEBL | Edmonton Stingers | 13 | 1 | 92,9 | 1º          | Campioni   |